# Calcium kölyök
Calcium kölyök (The Calcium Kid) Alex De Rakoff 2003-ban bemutatott angol filmvígjátéka. A forgatókönyvet Derek Boyle, Alex De Rakoff és Raymond Friel írta. A Calcium kölyök a boksz világáról és a kemény felkészüléséről szól angol módra. Calcium kölyök szerepében Orlando Bloom látható, Omid Djalili játssza a menedzserét és a kihívott fél a mexikói Jose Mendez, akit Michael Peña alakít.
A Universal Pictures megbízásából készült, a magyar szinkront az Active Kommunikációs Kft. készítette 2004-ben.

## Szereplők
| Szereplő                        | Színész            | Magyar hang     |
| ------------------------------- | ------------------ | --------------- |
| Jimmy "Calcium kölyök" Connelly | Orlando Bloom      | Hevér Gábor     |
| Herbie Bush                     | Omid Djalili       | Csuja Imre      |
| Jose Mendez                     | Michael Peña       | Zámbori Soma    |
| Stan Parlour                    | Rafe Spall         | Galambos Péter  |
| Angel                           | Billie Piper       | Zsigmond Tamara |
| Pete Wright                     | Tamer Hassan       | Viczián Ottó    |
| Paddy O'Flanagan                | David Kelly        | Versényi László |
| Sebastian Gore-Brown            | Mark Heap          | Csankó Zoltán   |
| Artie Cohen                     | Michael Lerner     | Makay Sándor    |
| Jon Wright                      | John Joyce         | Horkai János    |
| Clive Connelly                  | Frank Harper       | Kardos Gábor    |
| Pat Connelly                    | Ronni Ancona       | Árkosi Kati     |
| Leonard                         | Arthur Nightingale | Csuha Lajos     |